# صابر خليفة
صابر خليفة (14 أكتوبر 1986 بمدينة قابس) لاعب كرة قدم تونسي يلعب في خط الهجوم.
ويلعب لمنتخب تونس من 2010 وقد لعب 22 مباراة سجل خلالها 5 اهداف.
كما سبق له اللعب فيإفيان تونون غايلارد مرسيليا الملعب القابسي والترجي الرياضي التونسي ونادي حمام الأنف ونادي الإمارات.

## مسيرته
بدأ صابر خليفية مسيرته الكروية في الملعب القابسي في 2005 حتى 2006، قبل أن يلتحق بنادي حمام الأنف حتى 2011 لينتقل إلى الترجي الرياضي التونسي.خاض بعدها تجربة احترافية في فرنسا إتجهت نحو نادي إفيان الذي يعتبر أحد أفضل الأوقات في مسيرة الاعب الكروية فساهم خلال موسمين في إنقاذ الفريق من النزول إلي الدرجة الثانية وإختير هدفه عن بعد50مترا عن الحارس أفضل هدف في الدوري الفرنسي ذلك الموسم، إنتقل إثر ذلك إلي نادي مارسيليا إلا أنه لم يلقي تجاحا كبيرا ففضل العودة إلي تونس من بوابة النادي الإفريقي.

## روابط خارجية
- صابر خليفة على موقع الاتحاد الدولي (مؤرشف)  (الإنجليزية)
- صابر خليفة على موقع الاتحاد الأوربي (الإنجليزية)
- صابر خليفة على موقع قاعدة بيانات كرة القدم.إي يو (الإنجليزية)
- صابر خليفة على موقع ليكيب (الفرنسية)
- صابر خليفة على موقع ناشيونال فوتبول تيمز (الإنجليزية)
- صابر خليفة على موقع Soccerway.com (الإنجليزية)
- صابر خليفة على موقع AS.com (الإسبانية)